# 千葉健生病院
千葉健生病院（ちばけんせいびょういん）は、社会医療法人社団千葉県勤労者医療協会が千葉県千葉市花見川区幕張町に設置する病院。

## 概要
故奥山順三医師が「金のあるなしでいのちが差別されてはならない」と1947年に奥山医院(23床)を開設。1976年9月、106床の病院へと発展した。建設当初は千葉市の救急医療体制が整備されない中で、1982年に救急車の受け入れ件数が千葉市で1位となった。
現在は併設しているまくはり診療所（内科（総合診療科、消化器科、循環器科、腎臓内科、糖尿病）、外科、小児科、婦人科、眼科、皮膚科、禁煙外来）と共に診療体制を構築している。
全日本民主医療機関連合会（民医連）に加盟している。

## 診療科
- 内科[4]
- 小児科[4]
- 呼吸器科[4]
- 消化器科[4]
- 循環器科[4]
- リハビリテーション科[4]

## 医療機関の認定
(この節の出典)
- 保険医療機関
- 労災保険指定医療機関
- 指定自立支援医療機関 (精神通院医療)
- 身体障害者福祉法指定医の配置されている医療機関
- 生活保護法指定医療機関
- 結核指定医療機関
- 原子爆弾被害者医療指定医療機関
- 原子爆弾被害者一般疾病医療取扱医療機関
- 公害医療機関
- 臨床研修病院
- 特定疾患治療研究事業委託医療機関
- 在宅療養支援病院
- 無料低額診療事業実施医療機関

## 差額ベッド代について
病院の理念により、差額ベッド料（個室料）を徴収していない。

## 交通アクセス
- JR総武線「幕張駅」徒歩 12分
- 京成千葉線「検見川駅」徒歩 12分
- また、利用者向け無料巡回バスを運行している。(巡回バス時刻表)

## 周辺
- 花見川
- 千葉県立幕張総合高校
- 千葉県立保健医療大学
- 関東鍼灸専門学校

## 関連施設
- 船橋二和病院 - 系列病院。